# FouseyTube
Yousef Saleh Erakat (arabe : يوسف صالح عريقات;), plus connu sous son pseudonyme FouseyTube (stylisé fouseyTUBE), est un vidéaste américain d'origine palestinienne, vloggeur, acteur, rappeur et conférencier inspirant qui réalise des vlogs, des caméras cachées, ainsi que des expériences sociales sur YouTube. Il vit actuellement à Los Angeles en Californie,,.

## Biographie
Yousef Erakat est né le 22 janvier 1990 à Fremont en Californie, près de San Francisco. Ses parents sont d'origine palestinienne. Il est le dernier né de trois enfants. Son frère Mohammed est chirurgien dentiste diplômé de l'Université Harvard, son autre frère, Ahmad, est médecin. Sa sœur, Noura, est avocate spécialisée dans les droits de l'Homme et dans le conflit israélo-palestinien.
Il est diplômé de l'Université d'État de San José en Arts du Spectacle. Une fois diplômé, il déménage en 2013 à Los Angeles pour pouvoir poursuivre une carrière d'acteur.

## YouTube
Erakat a eu plusieurs comptes YouTube avant de créer sa chaîne fouseyTUBE. Il a gagné en popularité avec ses sketchs sur les parents arabes. Ses précédentes chaînes étaient basées sur le fitness.
En 2012, Erakat était classé troisième dans la liste des « 40 Musulmans les plus inspirants de moins de 40 ans » par le magazine MBMuslima.
Le 1er janvier 2015, Erakat a sorti son premier single intitulé Prideland sous le pseudonyme de "fousey". Un clip vidéo pour la musique est sortie le même jour sur sa chaîne YouTube de vlogs DOSEofFOUSEY.
Le 6 octobre 2015, il a été annoncé qu'Erakat avait signé avec Creative Artists Agency (CAA), une agence de talents et sportifs reconnue basée à Century City à Los Angeles. La même agence qui gère les carrières de Leonardo DiCaprio, Justin Bieber, Beyoncé, Brad Pitt ou encore Zac Efron et beaucoup d'autres,.
Le 24 février 2016, il entame une tournée internationale avec son ami vidéaste Roman Atwood aux États-Unis, au Canada et au Royaume-Uni.

## Filmographie
| Année | Titre                        | Rôle     | Notes             |
| ----- | ---------------------------- | -------- | ----------------- |
| 2014  | Twin Blocked (Court métrage) | Trevor   |                   |
| 2016  | We Love You                  | Ford     |                   |
| 2016  | Experiment 88                | Lui-même | Série Youtube Red |
| 2016  | Boo! A Madea Halloween       | Jonathan |                   |

## Prix et nominations
| Année     | Travail       | Catégorie                                 | Cérémonie                             | Résultat | Ref.   |
| --------- | ------------- | ----------------------------------------- | ------------------------------------- | -------- | ------ |
| 2014      | fouseyTUBE    | Pranks                                    | 4th Streamy Awards                    | Nommé    | [ 12 ] |
| 2015 2016 | fouseyTUBE    | YouTube Comedian                          | Shorty Awards                         | Nommé    |        |
| 2015 2016 | fouseyTUBE    | YouTube Star of the Year presented by A&E | Shorty Awards                         | Nommé    |        |
| 2015 2016 | fouseyTUBE    | Snapchatter                               | Shorty Awards                         | Nommé    |        |
| 2015 2016 | fouseyTUBE    | Pranks                                    | 5th Streamy Awards 6th Streamy Awards | Nommé    | [ 13 ] |
| 2015 2016 | fouseyTUBE    | Show of the Year                          | 5th Streamy Awards 6th Streamy Awards | Gagné    | [ 14 ] |
| 2015 2016 | DOSEofFOUSEY  | First Person                              | 5th Streamy Awards 6th Streamy Awards | Nommé    | [ 15 ] |
| 2015 2016 | Yousef Erakat | Entertainer of the Year                   | 5th Streamy Awards 6th Streamy Awards | Gagné    | [ 15 ] |